# Corficolombiana

Antiguo logo de la empresa

Corficolombiana (BVC: CORFICOLCF) es una empresa colombiana que se ocupa de soluciones financieras, siendo sus clientes algunas de las mayores corporaciones de Colombia. Su misión principal es proporcionar el capital necesario para promover la creación, crecimiento, reorganización, fusión y expansión de cualquier tipo de negocio.
Corficolombiana ofrece tres servicios especializados: crédito, inversiones e intermediación financiera.

## Historia
Se fundó en 1945 en Bogotá, Cuenta con nueve oficinas en Bogotá y cinco oficinas regionales ubicadas en Cali, Medellín, Bucaramanga, Barranquilla y Bogotá.
En 1999, Corficolombiana se fusionó con otras tres Sociedades financieras, la Corporación Financiera de los Andes, Corporación Financiera Santander (Corporación Financiera Santander) e Indufinanciera. El propósito de la fusión fue la agrupación de recursos y la creación de una infraestructura financiera eficiente.
Entre 1999 y 2000, Corficolombiana recibió capitalización de más de 130 000 millones pesos, permitiendo que la compañía continúe en sus esfuerzos financieros. 
A fines de 2005 Corficolombiana S.A. inició una fusión con la Corporación Financiera del Valle (Corfivalle).

## Historia de Corfivalle
Comenzó el 27 de abril de 1961, cuando más de cien inversores se reunieron en la Cámara de Comercio de Cali y firmaron los Artículos de Incorporación. Los artículos fueron aprobados el 2 de octubre de 1961 por la Oficina de Supervisión Bancaria. El 27 de noviembre, se dio a conocer al público los estatutos y se abrió la empresa el mismo día, con un supervisor y nueve empleados en la nómina, con oficinas en Cali y Bogotá. También en 1961, Corfivalle abrió su Departamento Internacional, y recibió su primera Letra de Crédito de un banco extranjero para financiar la compra de nuevos equipos.
En 1980, el gobierno colombiano liberó su control sobre las tasas de interés, Lo que condujo a un importante auge empresarial. Corfivalle buscó crear dentro del sistema financiero un nuevo tipo de interés financiero en el sólido mercado de capitales, así como la adquisición de los recursos necesarios para asegurar el desarrollo de los sectores más productivos de la economía.
En 1982, Corfivalle se especializó en ofrecer créditos para el reembolso de un contrato con descuento y en la promoción de proyectos financiados con arreglo a las directrices del Banco Mundial.
En 1984, Corfivalle abrió una oficina en Medellín, y una segunda oficina en Bogotá.
En 1985, la Corporación Financiera Internacional concedió a Corfivalle un crédito de 6 millones de dólares, garantizado por Estados Unidos, con un plazo de 8 años con un período de gracia de 5 años.
En 1992, la Compañía Apex Holding fue creado para participar en el mercado de valores. Esta compañía incluyó el IFC del Banco Mundial, y la Bolsa Mexicana de Valores, cada una con el 20% de las acciones, mientras que Corfivalle mantenía el 60%.
En 1994, se estableció Corfivalle Financia Bahamas Limited. Esto permitió a Corfivalle expandir su negocio y seguir siendo una de las principales instituciones financieras de Colombia.
Desde 2006, Corfivalle es una marca registrada de Corficolombiana S.A.